# Billère
Billère är en kommun i departementet Pyrénées-Atlantiques i regionen Nouvelle-Aquitaine i sydvästra Frankrike. Kommunen ligger i kantonen Billère som tillhör arrondissementet Pau. År 2022 hade Billère 14 037 invånare.

## Befolkningsutveckling
Antalet invånare i kommunen Billère
| Referens: INSEE |